# Β-羟基-β-甲基丁酸
β-羥基-β-甲基丁酸（英語：β-Hydroxy β-methylbutyric acid，HMB）其共轭碱为β-β-羥基-β-甲基丁酸（β-hydroxy β-methylbutyrate），是一种人体内天然产生的物质，可用作膳食补充剂，也可用作某些旨在促进伤口愈合的医疗食品的成分，并为因癌症或艾滋病导致肌肉萎缩的人提供营养支持。在健康成年人中，补充HMB已显示增加运动诱发的肌肉大小，肌肉力量和瘦体重增加，减少锻炼对骨骼肌的损害，改善有氧运动表现，并加速锻炼恢复。医学评论和meta分析表明，补充HMB还有助于保持或增加患有年龄相关性肌肉损失的个体的瘦体重和肌肉力量。 HMB部分通过刺激蛋白质的产生和抑制肌肉组织中蛋白质的分解产生这些效应。没有发现长期用作成人膳食补充剂的副作用。
HMB是L-亮氨酸的代谢产物，通过氧化L-亮氨酸（α-酮异己酸）的酮酸而在体内生成。由于只有一小部分L-亮氨酸被代谢成HMB，因此只能通过直接补充HMB来实现药物活性浓度的化合物在血浆和肌肉中的浓度。

## 用途

### 适用范围
HMB以游离酸形式，β-羟基β-甲基丁酸（HMB-FA）的非处方膳食补充剂形式出售，并且作为共轭碱的单水合钙盐，β-羟基β-甲基丁酸钙一水合物（HMB-Ca，CaHMB）。

### 医疗
补充性HMB已被用于许多临床试验中，作为在肌肉萎缩症状（特别是肌肉减少症）中保存瘦体重的治疗，并且已经在临床试验中作为与阻力锻炼结合的辅助疗法进行研究。 根据两项医学评估和7项随机对照试验的荟萃分析，HMB补充可以保留或增加肌肉减少的老年人的肌肉质量和肌肉强度 。HMB不会出现以显着影响老年人的脂肪量。

## 药理学

### 药效动力学
已经在体内鉴定了介导HMB诱导的人骨骼肌蛋白质合成增加的信号级联的若干组分。与HMB的代谢前体L-亮氨酸类似，HMB已经显示通过磷酸化雷帕霉素的机制目标（mTOR）和随后激活mTORC1来增加人骨骼肌中的蛋白质合成，这导致细胞核糖体中的蛋白质生物合成通过磷酸化mTORC1的直接目标（即p70S6激酶和翻译阻遏蛋白4EBP1）。已经证明在几种非人动物物种中补充HMB通过未知机制增加生长激素和胰岛素样生长因子1（IGF-1）的血清浓度，反过来通过增加的mTOR磷酸化促进蛋白质合成基于人体中有限的临床证据，补充性HMB似乎增加生长激素和IGF-1在抵抗运动中的分泌。与L-亮氨酸不同，HMB以人胰岛素非依赖性方式减弱肌肉蛋白质分解。人们认为HMB通过抑制骨骼肌中泛素 - 蛋白酶体系统的19S和20S亚基以及通过不明机制抑制骨骼肌细胞核的凋亡来减少人体中的肌肉蛋白质分解。
根据动物研究，HMB似乎在骨骼肌内被代谢成胆固醇，然后可以将其结合到肌肉细胞膜中，从而增强膜的完整性和功能。 HMB对肌肉蛋白质代谢的影响可能有助于稳定肌肉细胞结构。一项综述表明，观察到的HMB诱导的人体剧烈运动后肌肉损伤生物标志物（即肌肉酶如肌酸激酶和乳酸脱氢酶）的血浆浓度降低可能是由于胆固醇介导的肌细胞膜功能改善。
已显示HMB在体外刺激人肌膜细胞的增殖，分化和融合，这可能增加骨骼肌的再生能力，通过增加某些肌源性调节因子（例如myoD和肌细胞生成素）的蛋白质表达和基因转录因素（如MEF2）。HMB诱导的人体肌细胞体外增殖是通过促分裂原活化蛋白激酶ERK1和ERK2的磷酸化作用介导的。HMB诱导的人类肌细胞分化和体外肌肉组织加速融合到肌肉组织中是通过磷酸化Akt（丝氨酸/苏氨酸特异性蛋白激酶）介导的。

### 药代动力学
HMB的游离酸（HMB-FA）和单水合钙盐（HMB-Ca）形式具有不同的药代动力学。 HMB-FA相对于HMB-Ca（2.5小时）更容易被吸收入血液并具有较长的消除半衰期（3小时）。HMB-FA的组织吸收和利用比HMB-Ca高25-40％。在两种形式中，尿中排泄的摄入剂量的分数没有差异。
摄入后，随着肠道中钙部分的解离，HMB-Ca被转化为β-羟基β-甲基丁酸酯。当摄入HMB-Ca剂型时，HMB血浆浓度峰值的大小和时间取决于剂量和同时食物摄入量。较高的HMB-Ca剂量增加吸收速率，导致血浆HMB水平峰值（Cmax）不成比例地大于线性剂量 - 反应关系的预期值，并且相对于较低剂量而言发生得更早。HMB-Ca与含糖物质的消耗减慢了HMB吸收速率，导致稍后发生的较低的血浆HMB峰值水平。
HMB通过肾脏消除，大约10-40％的摄入剂量在尿中排泄不变。其余60-90％的剂量保留在组织中或作为HMB代谢物排出。给药剂量的尿中排泄的HMB的分数随着剂量的增加而增加。

### 代谢
HMB的代谢由未转化酶催化转化为β-羟基β-甲基丁酰-CoA（HMB-CoA）。 HMB-CoA被烯酰-CoA水合酶或另一种未表征的酶代谢，分别产生β-甲基巴豆酰-CoA（MC-CoA）或羟甲基戊二酰-CoA（HMG-CoA)。然后通过甲基巴豆酰辅酶A羧化酶将MC-CoA转化为甲基戊烯基-CoA（MG-CoA），其随后通过甲基戊烯酰-CoA水合酶转化为HMG-CoA。然后HMG-CoA被HMG-CoA裂解酶切割成乙酰-CoA和乙酰乙酸，或用于通过甲羟戊酸途径产生胆固醇。

### 生物合成
HMB通过L-亮氨酸（一种支链氨基酸）的代谢在人体内合成。在健康个体中，大约60％的膳食L-亮氨酸在数小时后代谢，大约5％（2-10％范围）的膳食L-亮氨酸转化为HMB。绝大多数L-亮氨酸代谢最初是由支链氨基酸转氨酶催化的，生成α-酮异己酸盐（α-KIC）。 α-KIC主要由线粒体酶支链α-酮酸脱氢酶代谢，后者将其转化为异戊酰-CoA 。异戊酰-CoA随后被异戊酰-CoA脱氢酶代谢并转化成MC-CoA，其用于乙酰-CoA和其他化合物的合成。在生物素缺乏期间，HMB可以通过烯醇-CoA水合酶和未知的硫酯酶从MC-CoA合成，其分别将MC-CoA转化为HMB-CoA和HMB-CoA成为HMB。 相对较少量的α-KIC在肝脏中被胞内酶4-羟基苯基丙酮酸双加氧酶（KIC双加氧酶）代谢，该酶将α-KIC转化为HMB。在健康个体中，这种次要途径 - 涉及将L-亮氨酸转化为α-KIC，然后是HMB-是HMB合成的主要途径。

## 化学
β-羟基β-甲基丁酸是一种单羧酸β-羟基酸的天然产物，分子式为C5H10O3。在室温下，纯β-羟基β-甲基丁酸以透明无色至淡黄色液体形式存在，其可溶于水。β-羟基β-甲基丁酸的pKa值为4.4，其折射率是1.42。它可以作为其共轭碱基β-羟基β-甲基丁酸酯阴离子的各种盐获得。

### 化学结构
β-羟基β-甲基丁酸是有机化合物的羧酸家族的成员，并且像它们一样，它是弱酸。它是丁酸的结构类似物，在其碳原子上带有羟基官能团和甲基取代基。另外，其他结构类似物包括β-羟基丁酸和β-甲基丁酸。

### 合成
已经开发了多种合成β-羟基β-甲基丁酸的合成路线。首次报道的化学合成通过氧化烯烃，连位二醇和醇前体而接近HMB：
- 1877年，俄罗斯化学家Michael和Alexander Zaytsev报道了用铬酸（H2CrO4）氧化2-甲基戊-4-烯-2-醇制备HMB[24]，
- 1880年和1889年，Schirokoff和Reformatsky分别报道，用酸化的高锰酸钾（KMnO4）氧化邻位二醇4-甲基戊烷-1,2,4-三醇，产生HMB [54] [55] - 这个结果是与冷第一次合成最接近，因为冷稀KMnO4将烯烃氧化为邻位顺式二醇，其中热酸KMnO4进一步氧化成含羰基化合物，并且当热酸性条件用于烯烃氧化时不能获得二醇中间体[25]。换句话说，外消旋4-甲基戊烷-1,2,4-三醇是2-甲基戊-4-烯-2-醇的衍生物，β-羟基β-甲基丁酸是两者的衍生物
- 1892年，Kondakow报道了通过高锰酸盐氧化3-甲基丁烷-1,3-二醇制备HMB[26]。

根据实验条件，丙酮和乙烯酮的环加成产生β-异戊内酯或4,4-二甲基氧杂环丁烷-2-酮，两者在碱性条件下水解生成HMB的共轭碱。卤仿反应为HMB提供了另一种途径，包括用次溴酸钠或次氯酸钠彻底卤化双丙酮醇的甲基酮区; 丙酮醇容易从丙酮醇缩合得到。 对HMB的有机金属方法涉及叔丁醇与一氧化碳和Fenton试剂（过氧化氢和亚铁）的羧化。或者，可以通过真菌Galactomyces reessii微生物氧化β-甲基丁酸来制备HMB。

### 体液中的检测
已经使用核磁共振波谱学，液相色谱 - 质谱和气相色谱 - 质谱法在几种体液体中测量了天然产生的HMB的浓度。在健康成人的血浆和脑脊液（CSF）中，HMB的平均摩尔浓度已经测定为4.0微摩尔（μM）。已经测量了健康男性21-23岁的肌肉液中HMB的平均浓度为7.0μM。在任何年龄的健康个体尿液中，排泄的HMB尿浓度已经在0-68μmol/ mmol肌酸酐的范围内测量。在健康哺乳期妇女的母乳中，HMB和L-亮氨酸的检测范围分别为42-164μg/ L和2.1-88.5 mg / L。相比之下，HMB已经在健康奶牛的奶中检测到，浓度<20-29μg/ L 。这种浓度太低，不足以成为获得血浆中药物活性浓度的化合物的HMB的适当饮食来源。